# Wyspa umarłych (obraz Arnolda Böcklina)

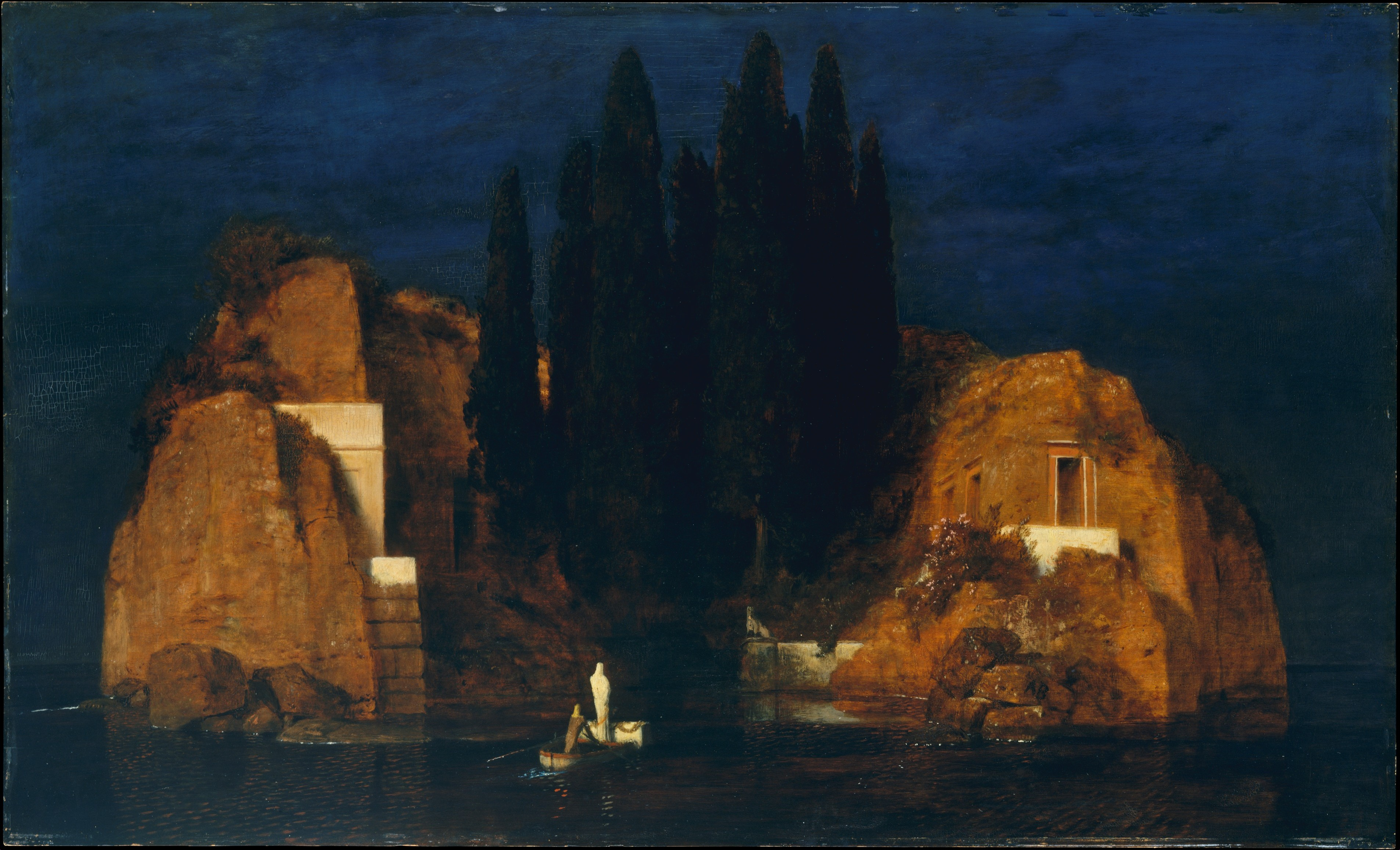
Wyspa umarłych – wersja z Nowego Jorku (1880)

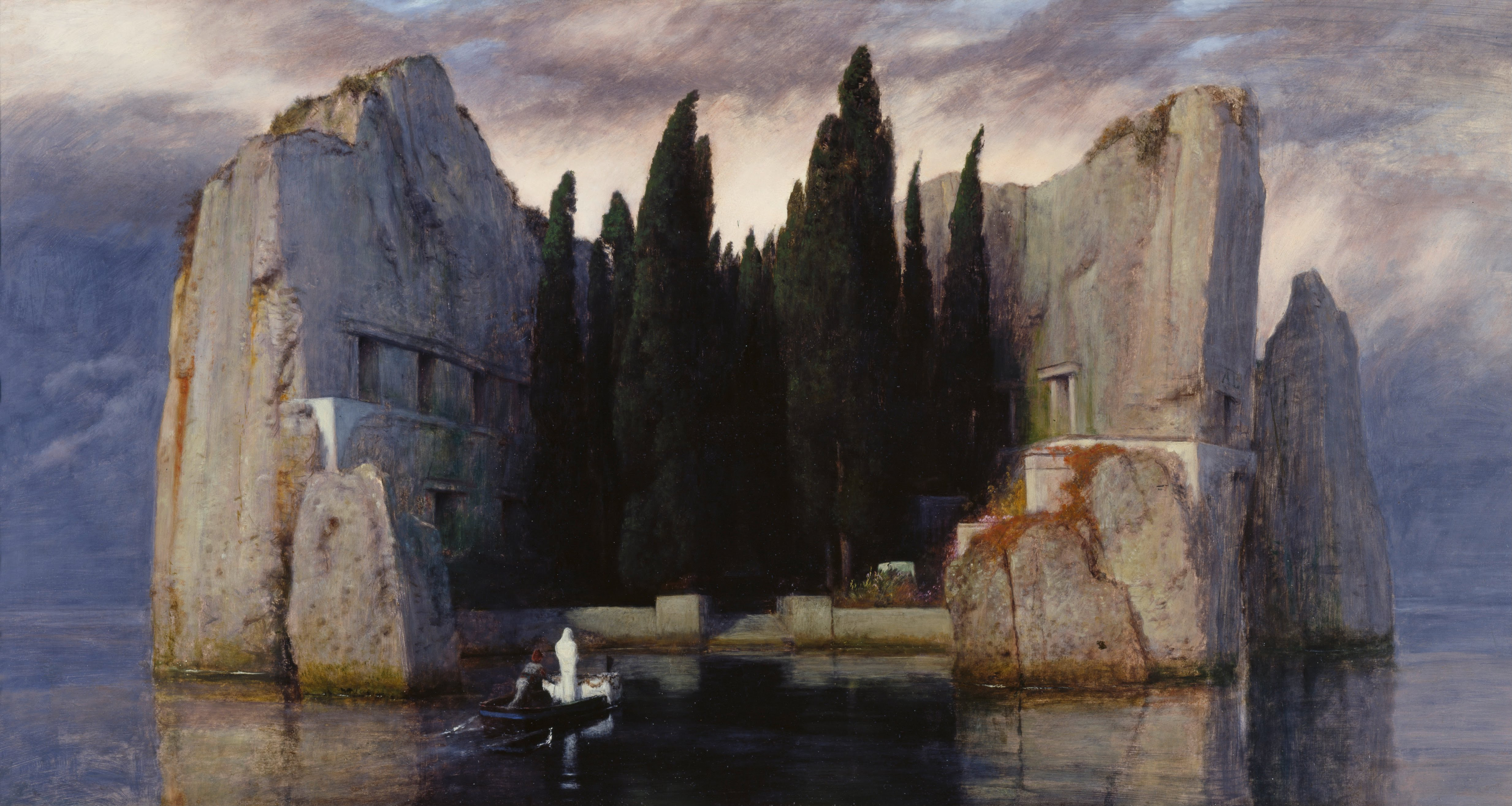
Wyspa umarłych – wersja z Berlina (1883)

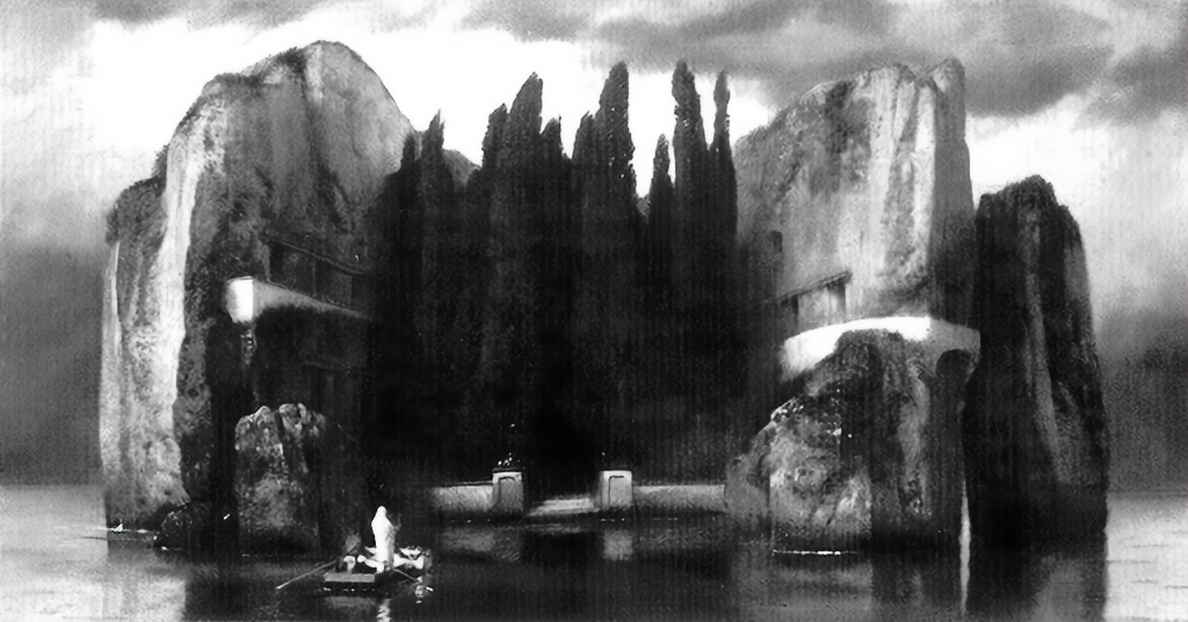
Wyspa umarłych – czwarta wersja, zniszczona (1884; fotogram)

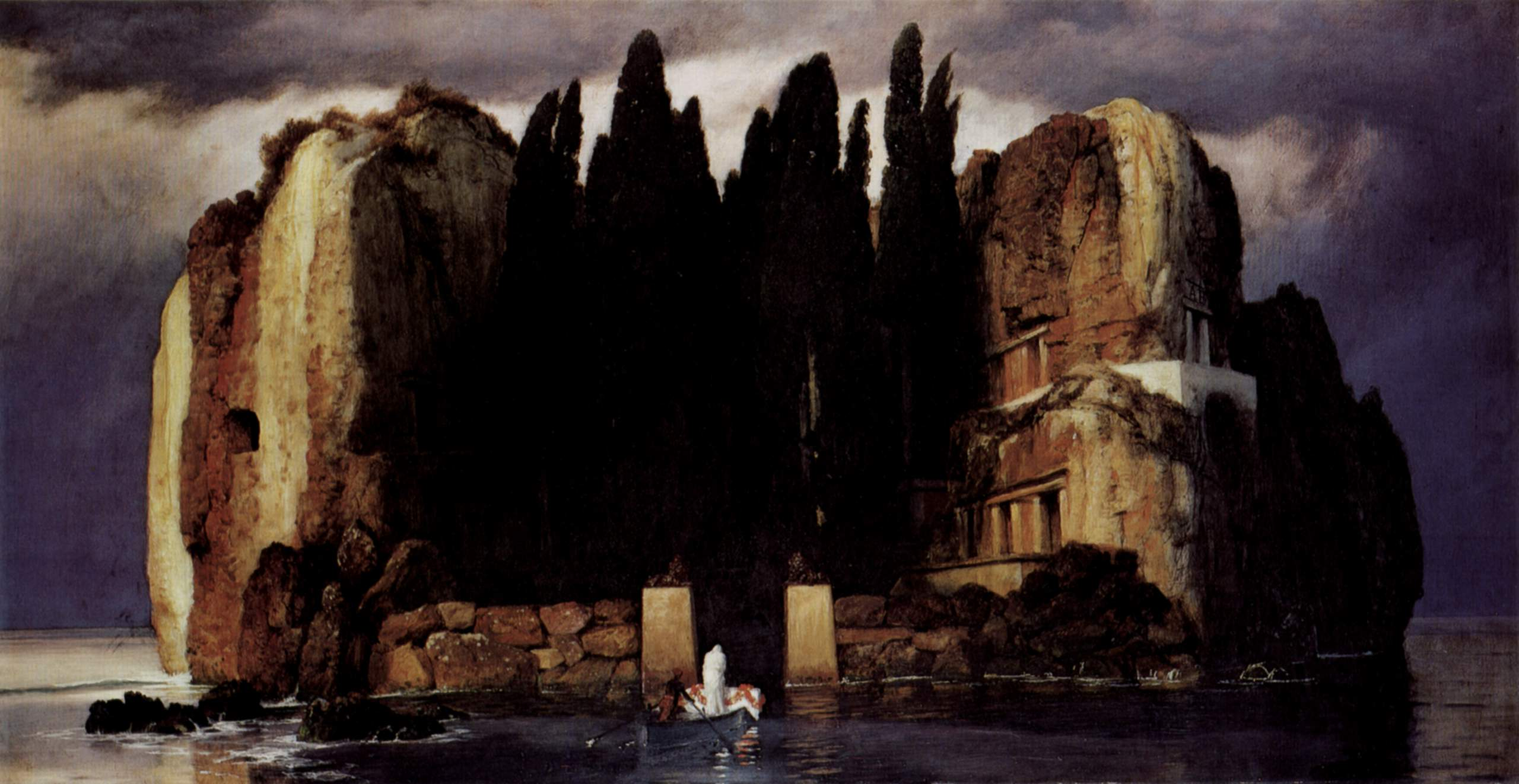
Wyspa umarłych – wersja z Lipska (1886)

Wyspa umarłych (niem. Die Toteninsel) – najbardziej znany obraz szwajcarskiego malarza Arnolda Böcklina (1827–1901).
W latach 1880–1886 artysta namalował pięć różnych wersji Wyspy umarłych. Obecnie znajdują się one w zbiorach Metropolitan Museum of Art w Nowym Jorku, w Muzeum Sztuki w Bazylei, w Starej Galerii Narodowej w Berlinie oraz w Muzeum Sztuk Pięknych w Lipsku. Czwarta chronologicznie wersja nie przetrwała II wojny światowej.

## Opis i interpretacja
Obraz ma orientację poziomą. Kompozycja jest symetryczna, zlokalizowana centralnie. Wszystkie wersje obrazu przedstawiają krajobraz z niewielką wyspą porośniętą cyprysami, na której pośród skał znajdują się grobowce. Do wyspy zbliża się łódź, którą płynie postać w żałobie. W łodzi znajduje się prawdopodobnie trumna zmarłego z białym posągiem nagrobnym. Horyzont jest zawieszony nisko, co jeszcze bardziej podkreśla pionowy układ skał na wyspie i nadaje kompozycji głębi, potęgując odczucie pustki i ciszy. W prawym dolnym rogu (w zależności od wersji po prawej lub po lewej stronie) na jednym z kamieni nagrobnych znajduje się inskrypcja z inicjałami Böcklina. Pomimo drobnych różnic w kolorystyce i kompozycji, nastrój obrazu w każdej z wersji jest mistyczno-melancholijny, skłaniający do zadumy.
Sam Böcklin nigdy nie podał innej interpretacji swojej pracy poza tym, że jego zamysłem było stworzenie obrazu do śnienia / rozmarzenia się (niem. ein Bild zu Träumen). Mawiał: Maluję obrazy, a nie rebusy. Niewątpliwie jednak temat śmierci nie był artyście obcy. Za życia pochował ośmioro z czternaściorga swych dzieci. Namalował również autoportret z czaszką w tle, co nie tylko osadza jego twórczość w kręgu symbolistów, lecz wskazuje również na wagę tematu przemijania w życiu malarza.

## Inspiracje
Istnieje wiele domysłów i spekulacji co do lokalizacji wyspy, która mogła twórcy posłużyć za inspirację do obrazu. Jedna z hipotez wskazuje na grecką Pontikonisi niedaleko Korfu. Według innej chodzi o włoską Ischię, którą Böcklin odwiedził w 1880 roku. Jeszcze inne wyjaśnienia dowodzą, że próby odszukania miejsca inspiracji są bezcelowe, gdyż jest to krajobraz, który powstał jedynie w wyobraźni artysty. 

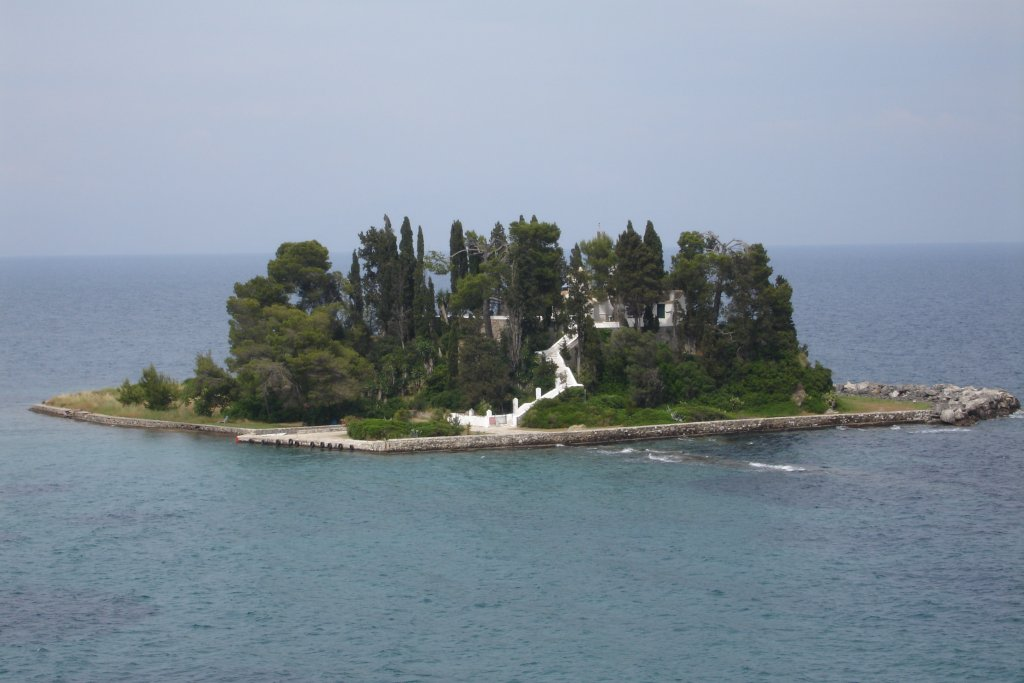
Grecka wyspa Pontikonisi w pobliżu Korfu – najpewniej mogła być inspiracją dla powstania obrazu

## Historia powstania
Pierwszą wersję obrazu Böcklin ukończył w maju 1880 na zamówienie kolekcjonera sztuki Alexandra Günthera. Obecnie znajduje się ona w Muzeum Sztuki w Bazylei.
W kwietniu 1880, gdy artysta jeszcze pracował nad obrazem w studio florenckim, odwiedziła go Marie Berna, z domu Christ (wdowa po finansiście dr. Georgu von Berna [1836–1865], później żona niemieckiego polityka Waldemara, grafa Оriola [1854–1910]), która pod wielkim wrażeniem onirycznego pejzażu, zamówiła dla siebie podobny obraz do śnienia / rozmarzenia się. Böcklin namalował dla niej mniejszą wersję na desce (obecnie w Metropolitan Museum of Art w Nowym Jorku). Do kompozycji obrazu dodał trumnę i postać w łodzi, co miało nawiązywać do śmierci męża i żałoby klientki. Później umieścił te elementy na wszystkich wersjach obrazu. Marszand artysty Fritz Gurlitt nadał im wspólny tytuł Wyspa umarłych. Z uwagi na bliską datę powstania obydwu prac, niekiedy za pierwszą wersję uznaje się tę z Bazylei, a niekiedy tę z Nowego Jorku.
Ponieważ obraz cieszył wielką popularnością, m.in. dzięki zamówionym przez Gurlitta licznym reprodukcjom, trzecią jego wersję namalował Böcklin w roku 1883. W 1933 została ona wystawiona na sprzedaż. Kupił ją zafascynowany twórczością malarza Adolf Hitler i w latach 1940–1945 obraz znajdował się w Nowej Kancelarii Rzeszy w Berlinie. Obecnie eksponowany jest w berlińskiej Starej Galerii Narodowej.
Z powodów finansowych Böcklin zdecydował się w 1884 na stworzenie czwartej wersji obrazu. Kupił go przedsiębiorca i kolekcjoner dzieł sztuki baron Heinrich Thyssen i umieścił w siedzibie Banku Berlińskiego. Obraz ten spłonął w czasie II wojny światowej, a do dziś zachował się jedynie czarno-biały archiwalny fotogram. W 1886 powstała jeszcze piąta wersja, znajdująca się teraz w zbiorach Muzeum Sztuk Pięknych w Lipsku.

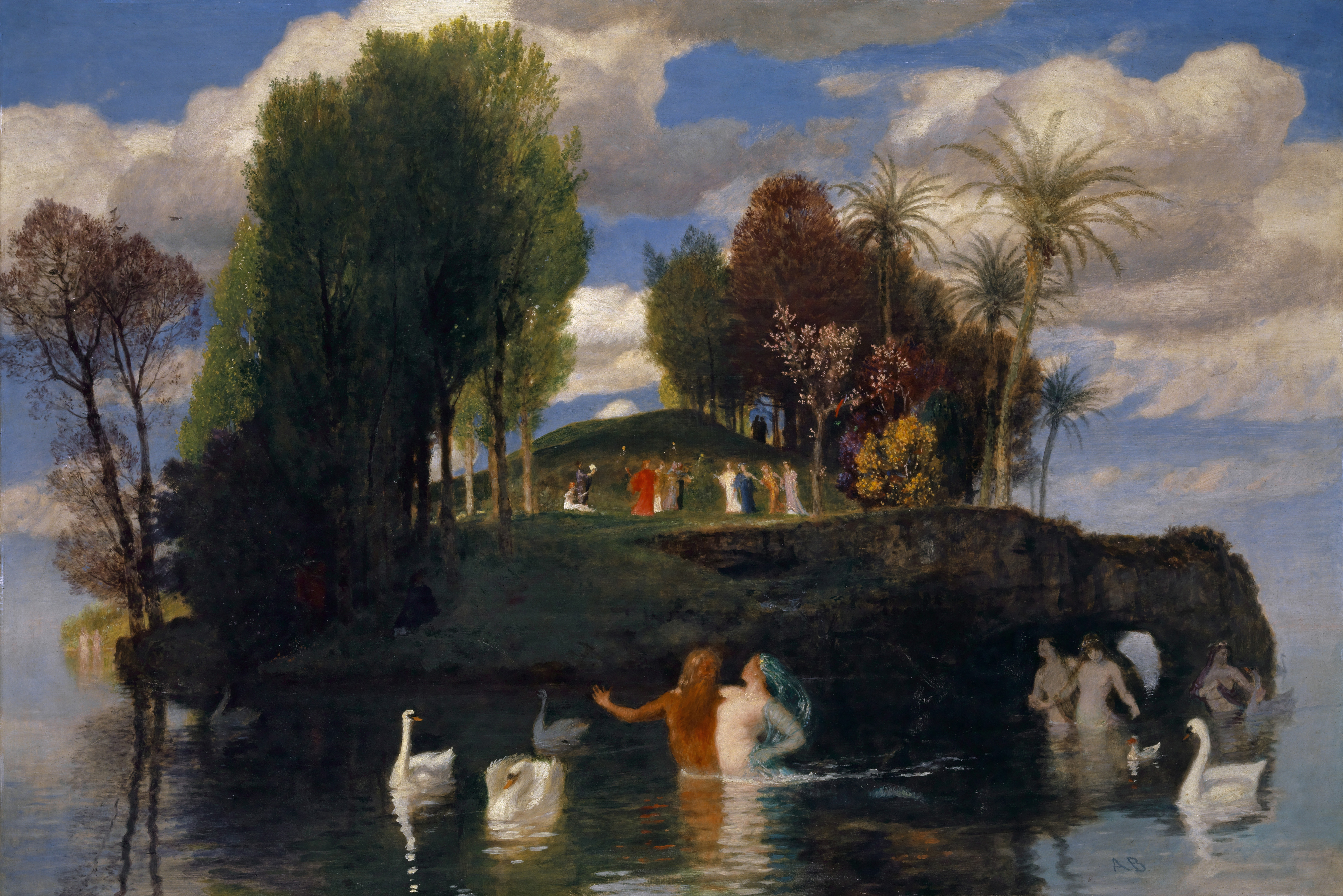
Wyspa życia (1888)

W roku 1888 Böcklin stworzył przeciwstawny obraz zatytułowany Wyspa życia (Lebensinsel). Prawdopodobnie pomyślany był on w kontraście do Wyspy umarłych. W rozjaśnionym kolorycie przedstawiono na nim również niewielką wyspę, lecz ze wszystkimi oznakami radości i życia. Wraz z pierwszą wersją Wyspy umarłych obraz ten jest częścią kolekcji Muzeum Sztuki w Bazylei.

### Wersje
1. maj 1880 – olej na płótnie; 111 × 155 cm; Muzeum Sztuki w Bazylei[1][14].
2. czerwiec 1880 – olej na desce; 74 × 122 cm, Metropolitan Museum of Art, Nowy Jork[1][3].
3. 1883 – olej na desce; 80 × 150 cm; Staatliche Museen zu Berlin[1][10].
4. 1884 – olej na miedzi; 81 × 151 cm; zniszczona w czasie II wojny światowej[1].
5. 1886 – olej na desce; 80 × 150 cm; Museum der bildenden Künste, Lipsk[1].

## Wpływ i nawiązania
W 1907 roku Siergiej Rachmaninow zobaczył w Paryżu czarno-białą reprodukcję Wyspy umarłych, co zainspirowało go do skomponowania poematu symfonicznego pod tym samym tytułem. Rachmaninow miał również okazję podziwiać oryginalny obraz Böcklina w Lipsku.
W 1913 roku Max Reger, inspirowany obrazami malarza, skomponował Cztery poematy symfoniczne według Arnolda Böcklina op. 128 (4 Tondichtungen nach Arnold Böcklin). Trzecia część cyklu odnosi się bezpośrednio do obrazu Wyspa umarłych.